# 空気調和設備
空気調和設備（くうきちょうわせつび）は、空気調和（温度・湿度・空気清浄度などの室内環境の調整）をするための建築設備である。一般に、空調設備（くうちょうせつび）と呼ばれ、さらに人に対しての空気調和を保健空調（対人空調）、物品に対しては、産業（プロセス）空調と呼ばれる。
20世紀後半から、地球温暖化による建築物の外皮（ペリメーターゾーン）の熱負荷上昇、OA化による建築物の内皮（インテリアゾーン）の熱負荷上昇に伴い従前の空調方式では人間の居住環境の維持が難しくなってきている。さらに建築物の高層化、気密化が進み、種々の空気調和設備が設置されるようになってきた。

## 熱輸送方式による分類
熱輸送方式にはいくつかの種類があり、適合する用途が異なる。

### 全空気方式
全空気方式は、熱輸送に空気のみを用いるもので中央式の代表的なものである。劇場・体育館などの大空間に適する。ダクトと呼ばれる金属の筒で空気を輸送するのが一般的。
特徴
- 空調機を集中配置するため、保守が容易である。
- 換気量を大きくすることができる。
- 外気冷房・全熱交換器の設置など省エネルギー制御方式を行うことが容易である。
- ダクトスペース・空調機械室が大きくなる。

主な方式
- 単一ダクト方式：ダクトが1つであるため、冷房・暖房の混在する用途には不向きである。
  - 定風量方式：一定風量を空調機から供給する方式。温度調節は送風温度の変更で行う。
  - 変風量方式：温度調節を風量変更で行う方式。VAV方式 (variable air volume system) と呼ぶこともある。
- 二重ダクト方式：2つのダクトでそれぞれ温風・冷風を供給し混合することで温度調節を行うもの。混合損失で省エネルギーの面で問題があり、イニシャルコストも高いため、クリーンルームや特殊環境試験装置など特殊用途に用いられている。

### 水・空気方式
水・空気方式は、熱輸送に水と空気とを併用するものである。
特徴
- ダクトスペースが小さくできる。
- エアフィルタなどを分散配置するため保守に手間がかかる。

主な方式
- ファンコイルユニット・単一ダクト併用方式：熱交換器・送風機・エアフィルタが内蔵された室内ユニットに冷水または温水を供給し、温度調節を行うもの。換気はダクトで行う。
- インダクションユニット方式：熱交換器・エアフィルタが内蔵された室内ユニットに、ダクトから圧力を高めた一次空気を吹き込み室内の空気を吸引し、供給する冷温水の量で温度調節を行うもの。各ユニットにダクトの接続が必要である。

### 水方式
水方式は、熱輸送に水のみを使用するものである。
特徴
- ダクトスペースが不要である。
- エアフィルタなどを分散配置するため保守に手間がかかる。
- 換気に換気扇・全熱交換器など別の機器が必要である。

主な方式
- ファンコイルユニット方式：熱交換器・送風機・エアフィルタが内蔵された室内ユニットに冷水または温水を供給し温度調節を行うもの。
- 水熱源ヒートポンプパッケージ方式：水熱源のヒートポンプエアコンを各空調箇所に分散配置するもの。

### 冷媒方式
熱輸送に冷媒配管を使用するエア・コンディショナーが代表的なものである。小型の建物では最も多く採用されている方式である。昨今は機器性能の向上、建築計画上の工夫により、大規模（延床面積7万m2）な事務所ビルでも採用事例がある。上記の他方式に比較し、成績係数（COP）が高く、最も省エネルギーを図れる。また、個別分散型になるため、温度制御対象が小区画になり、温度制御が容易で、快適性が増すものの、維持管理対象が小型で多数分散し、個々の耐久性も中央式と比較し短いため、長期的な修繕、更新コストは高くなる傾向にある。

## 構成要素
換気
- ダクト
- 送風機
- エアフィルタ
- 空気清浄器

湿度調整
加湿器
- 電極式蒸気加湿器
- 電熱式蒸気加湿器
- 気化式加湿器／滴下式加湿器
- 水スプレー加湿器
- 超音波加湿器
- 遠心噴霧加湿器
- エアワッシャ―加湿
- マイクロバブル加湿／ナノフォグ加湿

除湿機
- 冷却式除湿機（過冷却による除湿方式）
- 物理吸着式除湿機（全熱交換器ローターを用いた除湿方式／デシカント方式）

配管
- 冷媒配管
- 温水配管
- 冷水配管
- 冷却水配管
- 蒸気配管

## 自動制御
- 電気式
- 空気式
- 電子式
- 電子・空気式
- 自力式
- 中央管制装置 - 中央監視装置